# Ernesto Cucchiaroni
Ernesto Bernardo Cucchiaroni (ur. 16 listopada 1927, zm. 4 lipca 1971) – piłkarz argentyński noszący przydomki El Loco i Tito, napastnik (lewoskrzydłowy). Wzrost 169 cm, waga 70 kg.
Urodzony w Posadas Cucchiaroni w piłkę zaczął grać w klubie Rivadavia Lincoln, skąd w 1949 roku przeszedł do klubu CA Tigre, w którym grał do końca 1954 roku.
Już jako gracz klubu Boca Juniors wziął udział w turnieju Copa América 1955, gdzie Argentyna zdobyła tytuł mistrza Ameryki Południowej. Cucchiaroni zagrał w dwóch meczach – z Urugwajem (debiut w reprezentacji) i Chile.
Po zwycięskim turnieju kontynentalnym 30 kwietnia 1955 roku zadebiutował w barwach klubu Boca Juniors podczas wygranego 3:2 ligowego meczu z Newell's Old Boys Rosario.
Nadal jako piłkarz klubu Boca Juniors wziął udział w turnieju Copa América 1956, gdzie Argentyna została wicemistrzem Ameryki Południowej. Cucchiaroni zagrał w czterech meczach – z Peru, Chile (w 75 minucie wyrzucił go z boiska brazylijski sędzia João Baptista Laurito), Paragwajem i Brazylią.
Ostatni raz w barwach Boca Juniors zagrał 26 sierpnia 1956 w wygranym 2:1 ligowym meczu z CA Huracán. Łącznie w Boca Juniors Cucchiaroni rozegrał 44 mecze (3960 minut) i zdobył 16 bramek. Wkrótce potem przeniósł się do Europy, gdzie grał we włoskim klubie AC Milan, z którym w sezonie 1956/57 zdobył tytuł mistrza Włoch. Razem z klubem AC Milan Cucchiaroni dotarł do finału Pucharu Mistrzów w sezonie 1957/58, gdzie jego klub przegrał po dogrywce 2:3 z madryckim Realem.
W Milanie Cucchiaroni grał do 1958 roku – rozegrał w sumie 41 meczów i zdobył 7 bramek. Następnie na rok przeniósł się do hiszpańskiego klubu Real Jaén. W 1959 roku został graczem klubu UC Sampdoria – ostatniego klubu w swej karierze. Do 1963 roku rozegrał w Sampdorii 138 meczów i zdobył 40 bramek.
W reprezentacji Argentyny Cucchiaroni rozegrał 11 meczów i nie zdobył żadnej bramki.